# Cedric Jones
Cedric Lewis Jones (Houston, 30 aprile 1974) è un ex giocatore di football americano statunitense che ha militato nel ruolo di defensive end nella National Football League (NFL).

## Biografia
Al college, Jones giocò a football ad Oklahoma. Fu scelto come quinto assoluto nel Draft NFL 1996 dai New York Giants. La sua miglior stagione fu quella del 1999, in cui disputò per la prima volta tutte le 16 partite da titolare, con un primato personale di 7,5 sack. L'anno successivo i Giants raggiunsero il Super Bowl XXXV, perdendo contro i Baltimore Ravens. Nel 2001 Jones firmò coi St. Louis Rams ma si infortunò ad agosto e non scese più in campo.

## Palmarès
- National Football Conference Championship: 1

New York Giants: 2000

## Statistiche
| Sack       | 15,0 |
| Intercetti | 0    |